# CarMax
CarMax est une entreprise américaine de vente de véhicules neufs et d'occasion. Elle est basée dans le comté de Goochland en Virginie aux États-Unis.
Cette société fut créée par Richard Sharp (décédé le 24 juin 2014) en 1993 qui la dirigea jusqu'en 2007.